# Non possumus
Non possumus (с лат. — «не можем») — формула категорического отказа; с 1529 года постоянная формула для каждого отказа папского престола последовать требованию светской власти.

## История
Евангельское предание («Деяния апостолов»: Деян. 4:20) приписывает эти слова апостолам Петру и Иоанну. «Мы не можем не говорить того, что видели и слышали», — ответили они священникам и саддукеям, запрещавшим проповедовать учение Христа.
Для римских пап это изречение стало формулой отказа светской власти, требующей выполнять её приказы:
- в 1529 году — в ответ на просьбу развести короля Англии Генриха VIII с его супругой Екатериной Арагонской — Климент VII употребил именно эту формулу;
- эти же слова употребил в 1860 году папа Пий IX, отвечая Наполеону III, требовавшему отдать королю Италии папскую провинцию Романья.[1]